# Cerrejón-formatie
| Era        | Periode   | Tijdvak   | Tijd          | Tijd geleden (Ma) |
| ---------- | --------- | --------- | ------------- | ----------------- |
| Cenozoïcum | Paleogeen | Eoceen    | Ypresien      | 48,6              |
| Cenozoïcum | Paleogeen | Eoceen    | Ypresien      | 55,8              |
| Cenozoïcum | Paleogeen | Paleoceen | Thanetien     |                   |
| Cenozoïcum | Paleogeen | Paleoceen | Thanetien     | 58,7              |
| Cenozoïcum | Paleogeen | Paleoceen | Selandien     |                   |
| Cenozoïcum | Paleogeen | Paleoceen | 61,7          |                   |
| Cenozoïcum | Paleogeen | Paleoceen | Danien        |                   |
| Cenozoïcum | Paleogeen | Paleoceen | 65,5          |                   |
| Mesozoïcum | Krijt     | Laat      | Maastrichtien |                   |
| Mesozoïcum | Krijt     | Laat      | Maastrichtien | 70,6              |

|                                                            |  |
| Gemeente Barrancas in La Guajira waar de formatie dagzoomt |  |

|       |       |
| 65 Ma | 50 Ma |

|                     |                         |
| Carbonemys cofrinii | Titanoboa cerrejonensis |

|                                                                     |                                                              |
| Voorstelling van het tropische kustmoeras in het Paleoceen (+10 °C) | Ontsluiting van de Cerrejón-formatie in de gelijknamige mijn |

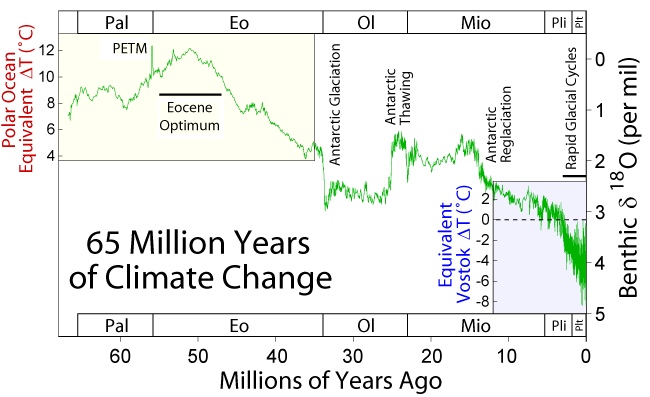
De Cerrejón-formatie werd afgezet in een periode waarin de globale temperatuur sterk steeg (van 8 naar 10 graden warmer dan tegenwoordig). Het Paleocene-Eocene Thermal Maximum (PETM) is duidelijk te zien.

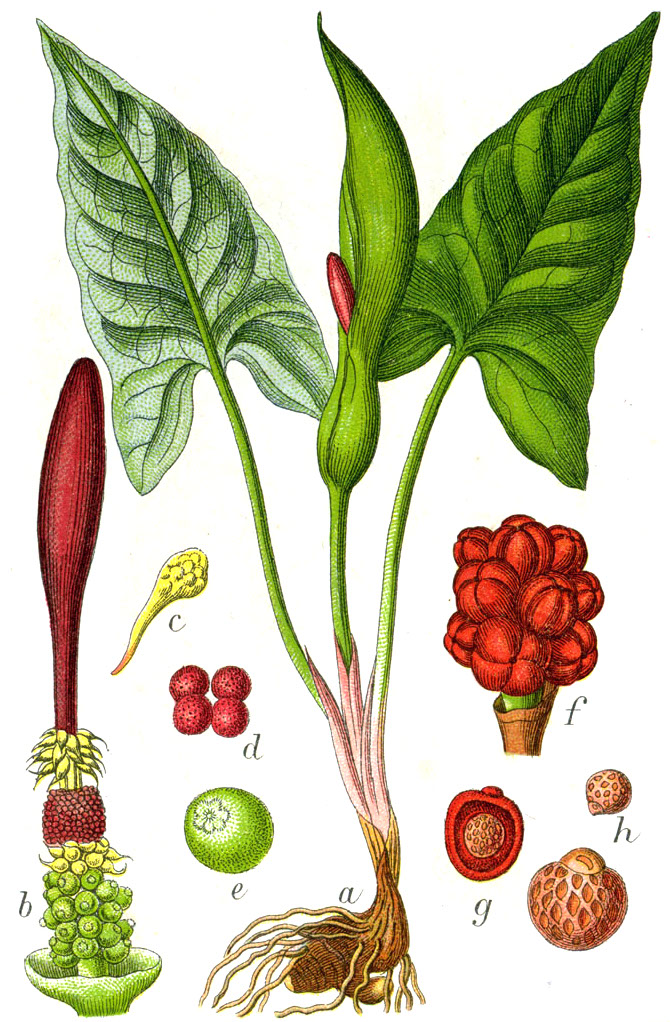
Arecidae

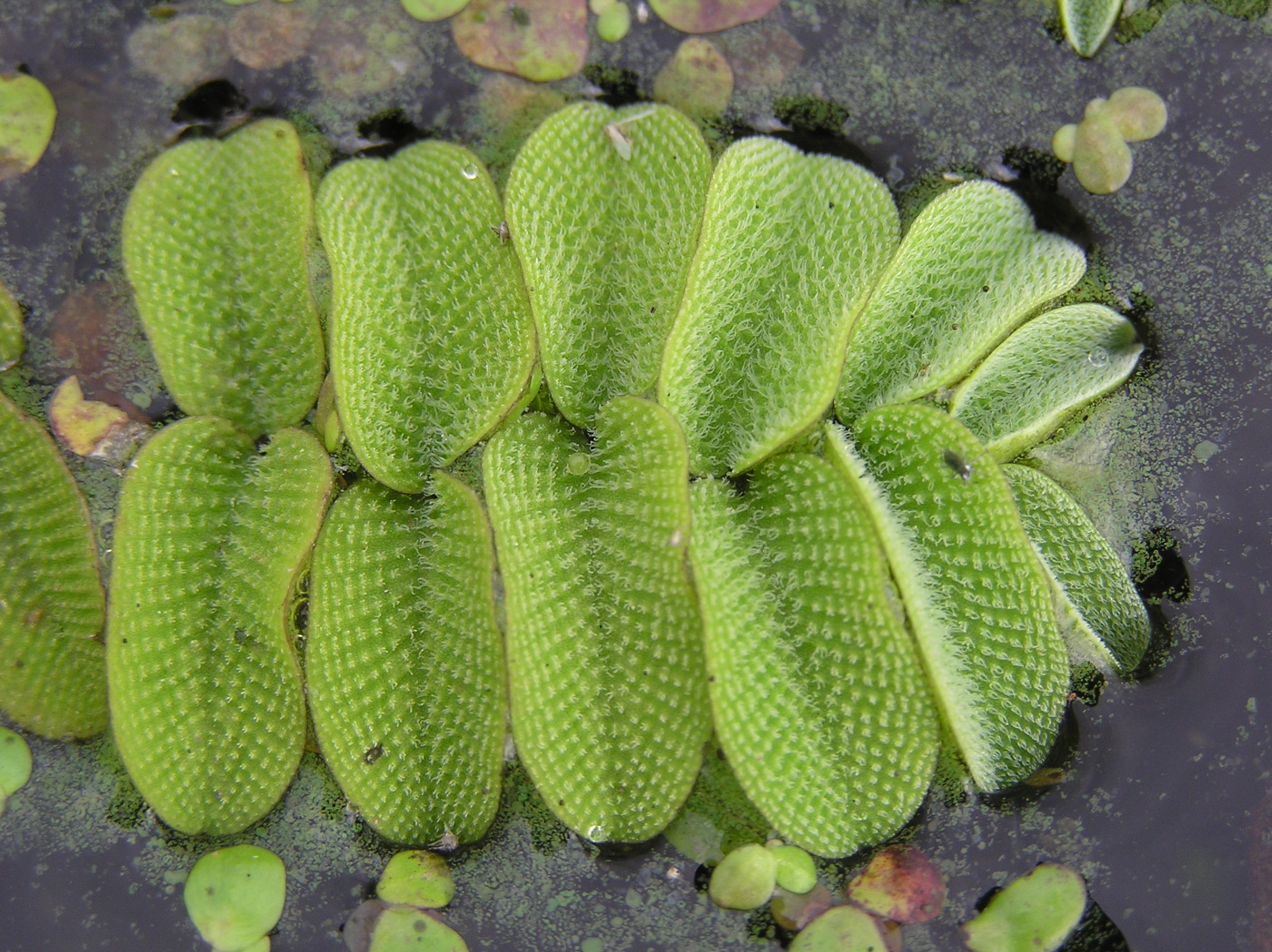
Salvinia

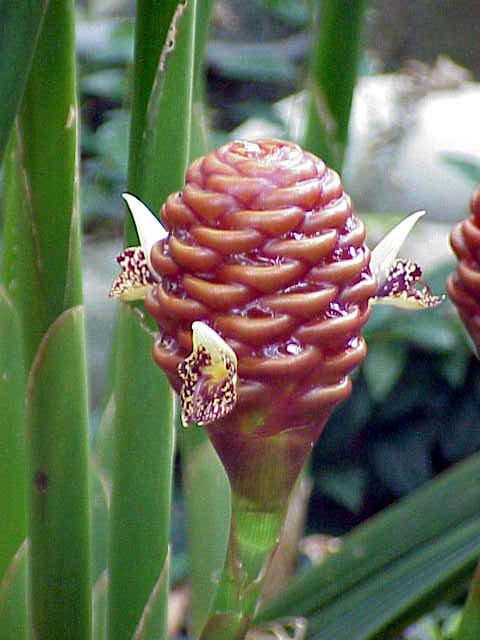
Zingiberales

De Cerrejón-formatie is een geologische formatie in Colombia. De formatie dagzoomt in het Ranchería-subbekken, genoemd naar de rivier de Ranchería, in de gemeente Barrancas in het departement La Guajira. Het bekken ligt tussen de Serranía del Perijá, uitloper van de Cordillera Oriental in het zuidoosten en de uitlopers van de Sierra Nevada de Santa Marta in het noordwesten, is van Selandien-Thanetien-ouderdom, rond de 60 tot 58 miljoen jaar (Ma) oud.
De afzetting is een van de weinige fossielhoudende gesteenten en in het bijzonder van de megafauna sinds de Krijt-Paleogeengrens, "slechts" zo'n 6 miljoen jaar voor de afzetting van de Cerrejón-formatie. De grote landdieren en zeereptielen uit het Krijt waren uitgestorven en juist de kleinere zoogdieren en vogels overleefden en evolueerden naar grotere soorten. Het klimaat warmde na de nucleaire winter die op de inslag van de meteoriet van Chicxulub volgde, snel op. De eerste tropische oerwouden van de wereld na het uitsterven van de dinosauriërs vormden zich aan de noordkust van het toen reeds 70 miljoen jaar geïsoleerd liggende Zuid-Amerikaanse paleocontinent. In deze hete en vochtige tropische bossen, jaagde Titanoboa, met een geschatte lengte van 12 tot 15 meter en een gewicht van ruim 1100 kilo de grootst gevonden slang in de geologische geschiedenis, op krokodillen en schildpadden.
De Colombiaanse geoloog en botanicus Carlos Alberto Jaramillo was betrokken bij diverse studies van fossiele vondsten uit de Cerrejón-formatie.

## Eigenschappen
De formatie bestaat uit siltstenen, zandstenen en schalies met dikke lagen bitumineuze steenkool. De Cerrejón-formatie is afgezet in de ondiepe warme kustmoerassen van het Midden-Laat Paleoceen  die het noordelijke deel van het huidige Colombia bedekten. De steenkool wordt gemijnd in een van de grootste open pit-mijnen ter wereld. De productie uit deze El Cerrejón-mijn maakte Colombia in 2017 de vierde grootste steenkoolexporteur in de wereld. Nederland is een groot importeur van Colombiaanse steenkool uit de Cerrejón-formatie. Volgens cijfers uit 2013 kwam zestig procent van de Nederlandse steenkoolimport uit El Cerrejón.

## Paleogeografie
De Cerrejón-formatie is afgezet in de eerst waargenomen neotropische regenwouden, een zeer heet en vochtig gebied met meer dan 4000 millimeter regen per jaar. De temperatuur schommelde tussen de 30 en 34 graden Celsius, volgens berekeningen aan de hand van de vondst van Titanoboa. Men heeft berekend dat de temperatuur zo hoog moest zijn om de enorme koudbloedige slang van energie te voorzien. De slang had een lengte van 12 tot 15 meter en een gewicht van ruim 1100 kilo.
Analyse van de 150-170 meter dikke sedimenten uit de Cerrejón-formatie in combinatie met computermodellen, leidde tot de conclusie dat de waargenomen variatie in deposystemen veroorzaakt werd door 100.000-jarige cycli, Milankovitch-cycli.
Dit rivieren, delta, zeer tropisch en flora en faunarijk kustoerwoud bestond ongeveer 2 miljoen jaar. De CO2-concentratie wordt geschat op 2000 ppm. In dit ecosysteem leefden verschillende soorten krokodilachtigen, de Titanoboa en Carbonemys tussen palmen, Zingiberales, Araceae, Malvales en andere tropische flora. Het extreme klimaat was een voorbode voor het Paleocene-Eocene Thermal Maximum.

## Paleontologie
In de formatie zijn fossielen gevonden van:
- Krokodilachtigen:
  - Acherontisuchus guajiraensis
  - Anthracosuchus balrogus
  - Cerrejonisuchus improcerus

- Schildpadden:
  - Carbonemys cofrinii
  - Cerrejonemys wayuunaiki
  - Puentemys mushaisaensis

- Slangen:
  - Titanoboa cerrejonensis

- Longvissen:
  - Dipnoi sp.

- Aalachtigen:
  - Elopomorpha

- Flora:
  - Acrostichum
  - Amaryllidaceae
  - Annonaceae
  - Apocynaceae
  - Arecidae
  - Dicotyledonae
  - Euphorbiaceae
  - Fabaceae
  - Lauraceae
  - Malvaceae
  - Menispermites cerrejonensis
  - Menispermites guajiraensis
  - Montrichardia aquatica
  - Moraceae
  - Petrocardium cerrejonense
  - Petrocardium wayuuorum
  - Pteridophyta
  - Salicaceae
  - Salvinia
  - Sapotaceae
  - Stenochlaena
  - Stephania palaeosudamericana
  - Sterculioideae
  - Violaceae
  - Zingiberales

## Stratigrafische positie
De Cerrejón-formatie is gelegen op de Manantial-formatie en wordt opgevolgd door de Tabaco-formatie. De chronostratigrafische equivalent van de Cerrejón-formatie in de 200 kilometer naar het zuidoosten gelegen proto-Llanos Orientales is de Los Cuervos-formatie en op de tegenwoordige Sabana de Bogotá de Bogota-formatie.